# 1690 Mayrhofer
1690 Mayrhofer eller 1948 VB är en asteroid i huvudbältet, som upptäcktes den 8 november 1948 av den franska astronomen Marguerite Laugier i Nice. Den har fått sitt namn efter den österrikiske amatörastronomen Karl Mayrhofer.
Asteroiden har en diameter på ungefär 33 kilometer.